# Firmin Lambot
Firmin Lambot (Florennes, 14 de marzo de 1886 - † 19 de enero de 1964) fue un ciclista profesional belga activo a principios del siglo XX, que consiguió ganar el Tour de Francia en dos ocasiones (1919 y 1922).
Su carrera profesional comenzó en 1908, año en que ganó los campeonatos de Flandes y de Bélgica.  Corrió el Tour de Francia entre 1911 y 1913.  La Primera Guerra Mundial impidió que la carrera pudiera celebrarse entre 1914 y 1918.  En 1919 volvió a celebrarse en condiciones lamentables (carreteras destrozadas, pésima organización y corredores en mal estado físico como consecuencia de la guerra). Tan sólo once ciclistas pudieron acabar la carrera.  Lambot fue segundo durante gran parte de la misma, pero accedió a la primera posición cuando el líder Eugène Christophe tuvo que retirarse por causa de una avería en su bicicleta.
El de 1919 fue también el Tour en que Henri Desgrange creó el ahora famoso maillot amarillo que identifica al líder de la carrera. Eugène Christophe fue el primero que se lo enfundó, aunque fue Lambot el primero en subir al podio final vestido con él.
Tras participar en los Tours de 1920 y 1921, en 1922 volvió a ganar la carrera, otra vez gracias a una avería en la bicicleta de un rival. Contaba entonces con 36 años de edad, siendo aún el ciclista de mayor edad que ha conseguido ganar el Tour de Francia.

## Palmarés
1913
- 4.º en el Tour de Francia, más 1 etapa

1914
- 8.º en el Tour de Francia, más 1 etapa

1919
- Tour de Francia , más 1 etapa

1920
- 3.º en el Tour de Francia, más 2 etapas

1921
- 9.º en el Tour de Francia, más 1 etapa

1922
- Tour de Francia , más 1 etapa

## Resultados en Grandes Vueltas
Durante su carrera deportiva ha conseguido los siguientes puestos en las Grandes Vueltas:
| Carrera         | 1911 | 1912 | 1913 | 1914 | 1915 | 1916 | 1917 | 1918 | 1919 | 1920 | 1921 | 1922 | 1923 | 1924 |
| --------------- | ---- | ---- | ---- | ---- | ---- | ---- | ---- | ---- | ---- | ---- | ---- | ---- | ---- | ---- |
| Giro de Italia  | -    | -    | -    | -    | X    | X    | X    | X    | -    | -    | -    | -    | -    | -    |
| Tour de Francia | 11.º | 18.º | 4.º  | 8.º  | X    | X    | X    | X    | 1.º  | 3.º  | 9.º  | 1.º  | Ab.  | Ab.  |
| Vuelta a España | X    | X    | X    | X    | X    | X    | X    | X    | X    | X    | X    | X    | X    | X    |

- Datos: Q375340
- Multimedia: Firmin Lambot / Q375340